# Csibiusza
Csibiusza (ちびうさ; Hepburn: Chibiusa) vagy a magyar változatban Kamilla, illetve Kis Holdtündér, egy kitalált szereplő a Sailor Moon című japán manga és anime sorozatból. Ő Csiba Mamoru és Cukino Uszagi harmincadik századi gyermeke, a legfiatalabb holdharcos. Amikor először megjelenik, azért érkezik vissza a jövőből, hogy megmentse bajba jutott szüleit az Ezüstkristály segítségével. Majd később már néhány évvel idősebben tér vissza, hogy harcoslánynak tanuljon. Eredetileg őt is Uszaginak hívják, de hogy meg tudja különböztetni őket, Mamoru a kicsinyítő „csibi” előtagot helyezte a neve elé.

## A szereplő
Jellegzetessége a rózsaszín hajkoronája, amit két nyuszifül formába csavarva hord a feje búbján. Ez a különleges szín teljesen természetes, nem festés, vagy színezés eredménye. A manga és a Sailor Moon Crystal szerint első felbukkanásakor 900 éves, de a növekedése abbamaradt 6 éves korában. Ennek az oka sosem lett teljesen kifejtve, de újra elkezdett normális tempóban öregedni, mikor Sailor Chibi Moon-ná vált. A negyedik történetszál alatt már 902 éves. A Sailor Moon R-ben a pontos életkora nincs meghatározva, bár a 85. epizódban látható torta alapján legalább 5 éves, második visszatérésekor pedig 5-6 évvel idősebb. Habár a fizikai fejlődése nem mutatkozik látványosan, a Sailor Moon Super S történetben felfedik, hogy valamikor ő is felnőtt lesz és férjhez megy.
Csibiusza érzelmi konfliktusa Mamoruval és Uszagival szemben elsődlegesen azon alapszik, hogy nem azonosítja őket a jövőbeli szüleiként, ezért nem is viszonyul úgy hozzájuk, habár tudatában van ennek a ténynek. Endymion királlyal és Neo-Queen Serenity-vel szemben sokkal formálisabb és tisztelettudóbb, míg Mamoru és Uszagi társaságában teljesen spontán. Mamorut például mindig Mamo-chan-nak szólítja, ezen a Uszagi által adott szerető, s kissé affektáló becenéven, Uszagi nagy bosszúságára.
Csibiusza általában derűs, extrovertált és társaságkedvelő. Bár nagyon esetlenül indult, gyorsan népszerűvé vált huszadik századi osztálytársai körében. A mangában egyszer osztályelnök is volt. A kezdeti félénkségét annak tulajdonítják, hogy a harmincadik században ingerelte, hogy nem rendelkezett semmilyen hatalommal, és mert nem öregedett. A mangában fokozatosan lesz magabiztosabb és érettebb. Legfőbb álma, hogy egy szép hölgy legyen, és hogy minél több barátot gyűjtsön, és gyakran összpontosulnak e köré a tettei. Megpróbál maximalista lenni, míg rá nem ébred, hogy milyen megerőltető mindent egyedül véghez vinni, és mit jelent valóban felnőttnek lenni.
Az eredeti animében rendszeresen ítélkezik Uszagi felett, és gyakran köt bele abba, amit az idősebb lány csinál. Ettől eltekintve szinte testvérekként viselkednek, és az emberek, akikkel találkoznak gyakran nővéreknek nézik őket.
Csibiusza kedvenc színe a rózsaszín és a piros, szereti a pudingot, a palacsintát és a nyulakat. Kedvenc iskolai tárgya a rajz, a legkevésbé pedig a nyelvi órákat szereti. Csibiusza utál házimunkát végezni, fél a mennydörgéstől és a villámlástól, a szellemektől, a vámpíroktól, a tűktől és a fogorvosoktól. Gyűjti a nyulas dolgokat. Eleinte egy macskafej alakú fekete labdát hord magánál, amiből egy antenna áll ki: ez a Luna-P, ami a kislány kérésére képes különböző kisebb varázslatokat végrehajtani.
Csibiusza neve szabályosan Princess Uszagi Small Lady Serenity, a becenevét Mamorutól kapta, hogy meg tudja különböztetni a két Uszagit. A becenév a csibi (jelenése: törpe, vakarcs) és az Uszagi keresztnév kombinációjából származik. Az angol nyelvű adaptációkban, ahol Uszagi neve Serena-ra változott, a Serena becéző formája, tehát a "Rini" lett a kislány neve. Az ötlet, hogy Uszagi gyerekének a Sailor Moon történetben a kicsinyített becéző formáját kapja, mint Csibi-Uszagi (vagyis kis Uszagi) Takeucsi Naoko szerkesztőjétől származott, Fumino Oszanótól. A magyar és a francia változatokban a jóval kevésbé kifejező "Camille" illetve "Kamilla" neveket kapta a karakter.
Csibiusza eredeti megjelenésekor a japán fiatalok körében elég népszerű karakter volt, ugyanez azonban nem mondható el a nyugati országokra, ahol kevésbé volt kedvelt.

## Megjelenési formák
Mint olyan szereplő, aki különböző inkarnációkkal rendelkezik és különlegesen hosszú élettel bír, Csibiusza több különféle, egymástól sokszor teljesen elütő megjelenéssel látható a sorozatban.

### Sailor Chibi Moon
Sailor Chibi Moon (セーラーちびムーン) a kislány Senshi identitása. A titulusa a magyar animében Kis Holdtündér. Az uniformisa megegyezik Sailor Moon ruhájával, de a fő színeik a cseresznyevirág-rózsaszín és a piros, díszítésül pedig apró holdak, szívecskék és csillagok szolgálnak. Mint Sailor Moon és az Álarcos Férfi lánya, csatában mindkét szülője jellemvonásait mutatja, tehát bátor, de sokszor esetlen. Személyisége civil formájával megegyező.
Sailor Chibi Moon bűvös hatalmai jelentősek, és képes egymaga szörnyeket pusztítani. Az eredeti animében viszont inkább komikus karakter, akinek a képességei önmagában nem pusztítóak, inkább viccesek és legfeljebb megzavarni, vagy meghökkenteni képes az ellenséget. Amikor azonban együtt támad Sailor Moon-nal, lenyűgöző eredményeket produkálnak, és rendszerint elsöprik a velük szemben álló szörnyet. Van egy különleges képessége az anime második évadában: mivel a jövő Ezüstkristályát balszerencsés módon a testébe fogadta, ezért annak erejével is rendelkezik. Amikor nagyon szomorú vagy bántják, és keservesen elkezd sírni, a homlokán megjelenik a Hold jele, egy hatalmas energiakitörés közepette.
A többi harcoshoz hasonlóan ő is fejlődik, és ekkor az egyenruhája vele változik, hogy reprezentálja a tulajdonosa új képességeit. Először Super Sailor Chibi Moon-ná változik, amikor a Szent Grál újjáformálja az erőiket. Később Pegazustól kap egy új brosst, amivel a Grál segítsége nélkül is képes Super Sailor harcossá alakulni. Végső, Eternal formája Sailor Moon-hoz hasonló. Az eredeti animében először a 128. epizódban ez az ajándék okozza az első változást, a Grál rá nincs semmilyen kihatással, leszámítva a hajában megjelenő apró díszeket.
Sugalmazzák az eredeti animében, hogy a későbbiek során felnő és férjhez megy Hélioszhoz. Saját őrzői lesznek a Sailor Quartet személyében, és később, az ötödik történetben megmentik Sailor Moon életét is.

### Princess Uszagi Small Lady Serenity
Csibiusza a jövőben az Ezüst Millennium trónjának örököse, tehát ennek megfelelően bánnak vele. A jövőben a szülei és barátai egyszerűen csak Small Lady-nek (Kis Hölgy) nevezik. Ebben a formájában leginkább édesanyjára emlékeztet, különösen az eredeti animében. Előfordul, hogy a jövő világában is láthatjuk, ekkor hercegnőnek öltözve mutatkozik. A múltba utazva egyedül Sailor Pluto és Diana hívják Small Lady-nek. Egy különös megjelenési formája, mint látomás látható a manga negyedik történetében: Princess Lady Serenity Csibiusza jövőbeli felnőtt formája, aki Héliosz előtt jelenik meg. Az animében ez az alak nem látható, de egy idősebb Csibiusza megjelenik a 158. epizódban.

### Black Lady
Amikor Csibiusza és a holdharcosok a második évadban elutaznak a jövőbe, Black Lady-vé (Fekete Hölgy) válik belőle, miután Wiseman elfogja őt a kristálypalota előtt. A magányos kislányban kavargó érzéseket kihasználva eléri, hogy álljon a szolgálatába. A mangában a benne szunnyadó, de fel nem ébredt erő, az animében pedig az Ezüstkristály benne rejlő ereje a fő mozgatórugója ennek a tettnek. A fekete kristály ereje által megfertőzött Csibiusza felnőtt lesz, és szatén és selyem alapú ruhát hord, a fülében a Black Moon Clan fülbevalójával. A haja még Uszagiénál is hosszabb lesz. A homlokán megjelenik a fordított fekete félhold, és rendszerint Wiseman társaságában mutatkozik. Ebben a formájában Csibiusza valóságos Végzet Asszonya (femme fatale). Figyelembe véve, hogy a kislány legfőbb álma az volt, hogy gyönyörű hölgy legyen, „Black Lady” Csibiusza vágyainak eltorzult változata.
Black Lady története és személyisége részben különbözik az első animében és a mangában. Az 1992-es animében gyűlöli a családját, mert azt hiszi, hogy nem szerették őt, és abba a hitbe ringatja magát, hogy Luna-P az egyetlen barátja. A mangában átalakulása után eldobja a Luna-P-t, gyerekes játéknak gúnyolva azt.
A mangában Black Lady arra használja az erejét, hogy kísérletet tegyen Mamoru, jövendőbeli apja elcsábítására, és hogy megbosszulja a családja "érzéketlenségét", s ezért elpusztítsa akár az egész világot is. Az animében szándéka az, hogy erejét felhasználva elpusztítsa a világot, amelyet meggyűlöltettek vele, úgy, hogy megnyitja az Árnyak Kapuját, hogy a fekete kristály ereje szabadon tombolhasson. A sorozatban Sailor Moon ölelése és meggyőző szavai változtatják vissza, a mangában Sailor Pluto halála felett érzett bánata, mikor elsírja magát, és kicsorduló könnye megtisztítja a jövő Ezüstkristályát. Ekkor változik át először Sailor Chibi Moon-ná.
Karaktere a musicalekben is megjelenik és nagyobb szerepet is kap.

### A Parallel Sailor Moon-ban
Csibiusza ebben a melléktörténetben is megjelenik, amint épp Hotaruval tart a különóráira. A történetben 15 éves, és minden vágya az, hogy politikus lehessen. Az apjához hasonlóan szemüveget hord, testvérével, Kouszagival pedig jó kapcsolatot ápol. Uszagit ebben a történetben is folyton cukkolja.

## Különleges erők és fegyverek
Már első megjelenésekor nyilvánvaló, hogy Csibiusza nem egy átlagos kislány: az égből pottyan Uszagi fejére, játékpisztolyt fog rá, hogy megszerezhesse az Ezüstkristályt, majd hipnotizálja a családját, hogy befogadják őt. Elsődleges segítőtársa ebben Luna-P (Luna-labda), egy macskafej formájú elektromos játékgömb, aki segítőtárs, de barát is egyben. Képes vele beszélgetni Sailor Plutóval, de át is tudja változtatni különféle tárgyakká. Hercegnői mivoltát bizonyítandó, ha veszélyben van, a félhold jele megjelenik a homlokán. Ő a jövőben az Ezüstkristály örököse. A Sailor Plutótól kapott (a mangában ellopott) időkulcs segítségével képes utazni az időben.
Csibiusza egyebekben nem rendelkezik egyetlen különleges képességgel sem, ahhoz előbb át kell változnia. A mangában harcossá válása a második történetben bekövetkezik, s ez a cselekmény szempontjából is fontos, az 1992-es animében erre várni kell a harmadik évadig. Ő az egyetlen (Sailor Saturn-t leszámítva), akinek nincs teljes értékű átváltozása, csak a Sailor Moon S mozifilmben és az anime egyetlen epizódjában lehet ezt látni.
A mangában a hercegnői holdjogar jövőbeli másával képes Sailor Moon-nal együttesen a "Double Moon Princess Halation" támadás használatára, hogy elpusztítsa Death Phantomot. A harmadik évad során kapja meg saját pálcáját, amellyel a "Pink Sugar Heart Attack" támadásra képes. A mangában ennek pusztító ereje van, míg az animében inkább nevetségesen gyenge, figyelemelterelő játékszernek tűnik.
A manga harmadik történetének végén képes segíteni Super Sailor Moon-nak, miután imádságai fogadtatásra találtak, és megkapta a jövőbeli Szent Grált. Ennek hatására Super Sailor Chibi Moon lett, de ezt a formáját később nem tudta előhívni, csak miután Pegazus segített nekik. A Sailor Moon SuperS-ben ezt az alakot csakis Sailor Moon-nal együtt tudja előhívni. Mivel nála van a Dead Moon Circus által keresett álomtükör, Pegazus segít neki. Kétféleképpen tudnak kommunikálni egymással: az animében egy varázsgömbön keresztül tudnak beszélgetni, míg a mangában és az animében is egy kristályharang segítségével tudja Pegazust segítségül hívni ("Twinkle Yell"). Az anime végén képes lesz arra, hogy használja a keresett Aranykristályt, és legyőzze a gonoszt.
Különleges támadása a Tuxedo Maskkal együtt előadott "Pink Sugar Tuxedo Attack", és a később Sailor Moon-nal végrehajtott dupla támadások. Néhány komikusabb támadást is szerepeltetnek: például a fokhagymaszagú leheletet, a látványos rúgást, vagy a sírásának hangját felerősítő szuperszonikus támadást.

## Karaktere
Takeucsi Naoko szerkesztőjének, Oszanó Fumiónak az ötlete volt a történetbe beleszőni Uszagi lányát. Mivel Takeucsi eleinte nem tudta, hogyan is ábrázolja Csibiusza haját, ezért először egy bábun készítette azt el. Csibiusza harcosként először majdnem egy évvel a tényleges bemutatkozása előtt jelent meg egy melléktörténetben, elképzelve. Álmában a lány "Sailor Chibiusa Moon"-nak nevezte magát.
Gonosz formájában, Black Ladyként, eredeti neve "Fekete Királynő" lett volna, kinézete pedig nagyjából megőrizte volna gyermeki vonásait. Takeucsi később azt is bevallotta, hogy kissé sokkolta Black Lady ruhájának túlzott felsliccelése az animében, mert ő úgy gondolta, hogy már a mangában is többet engedett láttatni, mint amennyit illik.

## Fogadtatás
A Sailor Moon hivatalos népszerűségi listáján külön szerepeltették Csibiuszát, Sailor Chibi Moon-t, Princess Lady Serenityt és Black Ladyt. 1993-ban a TOP 15-ben Csibiusza volt a legnépszerűbb karakter, Black Lady a tizenharmadik, a Luna-P pedig tizenhetedik volt. 1994-ben Sailor Chibi Moon a második, Csibiusza a nyolcadik, Luna-P pedig a tizenhatodik legkedveltebb karakter volt. 1996-ban Sailor Chibi Moon a második, Csibiusza a hetedik, Princess Lady Serenity (a mangában látható idősebb forma) huszonnegyedik volt.

## Színészek
Japán hangja Araki Kae volt, aki már korábban is szerepelt a sorozatban, pár rész erejéig helyettesítette a betegeskedő Micuisi Kotonót. A Sailor Moon Crystalban Fukuen Miszato lett a szinkronhangja, minden megjelenési formájában. A magyar szinkronban három hangja is volt: a legtöbbször Molnár Ilona kölcsönözte a hangját, de az első megjelenéseikor egy-egy részben hallható még Papp Ági is. Black Ladyként a karakter hangja Simonyi Piroska volt. A Sailor Moon R-filmben Kiss Bernadett volt a hangja.
A musicalekben jellemzően két színész alakította őt egyszerre (egy civilben, egy harcosként), összesen tizennégyen voltak. Kiemelendő Kavaszaki Mao, aki később, idősebb korában a Black Lady-musicalben is eljátszotta őt, illetve Gundzsi Ajanó, aki a legtöbbször játszotta őt.
A karakter nem szerepel az élőszereplős sorozatban, bár a speciális epizódban történik rá utalás, mintha Uszagi terhes lenne, de erre közvetlen bizonyíték nincs.